# História dos cinemas de Curitiba
A história dos cinemas de Curitiba está entrelaçada com a história dos cinemas que se localizavam nas ruas, através do século XX, iniciando com o 1º cinema da cidade, que ficava no Parque Coliseu Curitibano, até o início do século XXI, quando a sobrevivência de alguns poucos cinemas prenuncia o fim dos cinemas de rua e o domínio incontestável das salas de cinema dos shoppings.

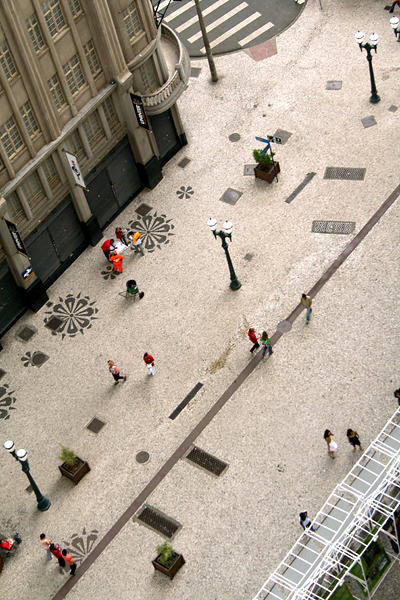
Trecho da Rua das Flores outrora chamado Cinelândia Curitibana, com o Edifício Moreira Garcez, onde funcionava o Cine Palácio

## Histórico
No fim do século XIX, em 8 de junho de 1896, era realizada a 1ª sessão de cinema do Brasil, na Rua do Ouvidor, no Rio de Janeiro, e em 28 de fevereiro de 1900 era fundado o Cinematógrafo Paris, em São Paulo. Em 1907, foram inauguradas as 18 salas de cinema no Rio de Janeiro, entre 10 de agosto e 24 de dezembro. A partir de então, através do Brasil centenas de salas de cinema foram construídas, e salões foram improvisados para a projeção dos filmes.
Em Curitiba, em 25 de agosto de 1897, aconteceu a primeira exibição de imagens em movimento do estado do Paraná, e o local escolhido foi o Theatro Hauer, posteriormente Cine Marabá, em Curitiba.

### Francisco Serrador
Após a 1ª projeção de cinema em Curitiba, no Theatro Hauer, o cinema só surgiria como entretenimento em 1904, com o empenho do imigrante espanhol Francisco Serrador, que viera para o Brasil em 1887. Serrador montou, em 1904, um cinema dentro do Parque Coliseu Curitibano, que oferecia diversões desde 1902. O Parque Coliseu fora fundado por Serrador, Manuel Laffite e Antonio Gadotti. Serrador, prevendo o sucesso que o cinema se tornaria, fundou a empresa Richembourg, especializada em exibições cinematográficas, ampliando seus interesses para o interior do Paraná e São Paulo.
Após 1907, Serrador parte para São Paulo, onde fundou o Cine Bijou e outros 4 cinemas. Abriu também cinemas em Campinas e Santos. Em 1910, monta no Rio de Janeiro o Cine Chantecler, e participa do início da Cinelândia Carioca. Dono da Empresa Brasil de Filmes, ou como era conhecida, “Circuito Serrador”, Francisco morre no Rio de Janeiro em março de 1941.

### Antonio Mattos Azeredo
O português Antonio Mattos Azeredo, por volta de 1924, arrendara o Palácio Theatre e o Mignon Theatre e, mais tarde, o Cine Popular. A Cia. Cine Theatral Paraná era uma empresa dos sócios Annibal Requião, Joaquim Sampaio, Francisco Fido Fontana, Ângelo Casagrande e Antonio Mattos Azeredo, este com 55% das ações.
O Palácio Theatre era um barracão de madeira que pertencera a João Moreira Garcez, de quem Mattos Azeredo arrendou, fazendo nele melhorias. Quando foi construído o Edifício Garcez, no início de 1930, o cinema já era todo de alvenaria, e o público chegava até ele através do corredor no andar térreo do edifício, com entrada pela Avenida Luiz Xavier.
O Cine Mignon ficava na Rua XV de Novembro após a esquina da Rua Marechal Floriano, e pertencia a Joaquim Taborda Ribas; Mattos Azeredo sublocava parte do imóvel.
Além desses dois, havia ainda o Cine Popular. O Cine Theatral Paraná mantinha, além disso, exibições em três salões da sociedade alemã de Curitiba, no Teuto Brasileiro, no Andewerger e no Theatro Hauer.
Antonio Mattos Azeredo chegou ainda a explorar o primeiro Cine Glória, depois Cine Odeon, na Avenida Luiz Xavier, e na Rua XV de Novembro o Cine Imperial, que depois da Segunda Guerra Mundial passaria a se chamar Cine Vitória, e depois teria o nome novamente mudado para Cine Ritz. Azeredo ainda dirigiu o Cine Avenida, propriedade de Feres Merhy, com a saída do primeiro arrendatário, José Muzillo.

### Francisco Zanicotti
Francisco Zanicotti abriria, no final da década de 1910, associado com Domingos Foggiatto, o Cine Central, antes Cine Éden, no início da Rua XV de Novembro, o Cine América, instalado num barracão que fora caserna do "Tiro Rio Branco", onde hoje está o Banco do Brasil no lado da Rua Dr. Murici, e o primeiro cine retirado do centro, o Cine Floriano que ficava na Rua Marechal Floriano entre as ruas Iguaçu e Silva Jardim.

### Annibal Requião
No limiar da década de 1910, Annibal Requião, fotógrafo e pioneiro da cinegrafia no Paraná, instala o Cine Smart, na Rua XV de Novembro. Requião filmava os acontecimentos importantes ocorridos na cidade e os projetava em seu cinema durante a década de 1910.

### Sociedade Morgenau
Por volta de 1919, a Sociedade Morgenau, quando não apresentava seus tradicionais bailes para a comunidade, arrastava as cadeiras para o salão, colocava um projetor e improvisava uma sessão de cinema. A partir de então, as vantagens financeiras da indústria do cinema promoveram a construção de salas diversas, especialmente construídas e organizadas para a projeção cinematográfica, envolvendo a sétima arte em uma atmosfera de glamour e sedução. O fascínio das salas de cinema conduziu não apenas ao aproveitamento comercial da projeção e suas arrecadações, mas também transformou o cinema em ponto de encontro, de informação, de influência e de status artístico, alcançando uma significação sócio-cultural que atravessou o século XX, de forma singular e indelével.

## Cinemas de rua
Os cinemas localizados na rua iniciaram com o século XX, tornaram-se símbolos de modernidade e glamour, influenciaram a sociedade na formação e interpretação de seus costumes, sonhos e tradições, e igualmente com o século XX partiram, sob o saudosismo de várias gerações que cresceram sob suas luzes e fantasias. Um dos principais pontos de encontro, o cinema de rua marcou época, e fez parte da vida social da grande maioria das cidades brasileiras. Inicialmente improvisados, com cadeiras de palha, utilizando salões de baile, teatros e sociedades, com o passar do tempo foram ficando mais sofisticados, com edifícios construídos especialmente para a projeção.
No final do século XX, porém, mediante as mudanças sociais que banalizaram a violência urbana, o surgimento dos shoppings foi a solução plausível para a insegurança das ruas. O cinema de rua se tornou vulnerável e começou a decair, mediante a queda da frequência. A multiplicação das salas de cinema dos shoppings veio ao encontro não apenas da necessidade da segurança que as ruas não mais ofereciam, mas também em virtude da grande oferta e rotatividade de filmes, quando a sala de cinema menor em tamanho e maior em número possibilitava atender mais adequadamente à demanda cinematográfica.
Em Curitiba, salas foram construídas especialmente para a projeção de cinema. De acordo com o almanaque "Guia Paranaense", em 1916 Curitiba contava com sete cinemas: Cine Mignon, Cine Éden, Cine Smart, Cine Radium, Cine Bijou, Cine Progresso, Cine América. O Cine Avenida foi construído em 1929 exatamente com a finalidade de ser um cinema. Os cinemas de rua marcaram presença através do século XX, e houve época, particularmente nos anos 70, em que 15 cinemas estiveram funcionando ininterruptamente nas ruas da cidade.
Quando surgiu o cinema no Shopping Curitiba, em 1996, com seis salas no conceito multiplex, os cinemas do centro da cidade começaram a perceber uma queda crescente no movimento, o que foi acentuado quando surgiram as cinco salas do Shopping Crystal. Com a abertura, porém, de dez salas no então chamado Estação Plaza Show, hoje Shopping Estação, veio a tecnologia em equipamentos modernos e, a partir disso, muitos cinemas, como o Cine Condor e o Cine Lido, foram colocados à venda. O Cine Astor sobreviveu até a exibição do filme Titanic, recorde mundial de bilheteria. Quando saiu de cartaz, fechou. Atualmente, os cinemas de rua de Curitiba fecharam ou viraram bingos, igrejas, centros comerciais, e as quase 60 salas de cinema da cidade estão totalmente concentradas em shoppings.

## Cinelândia Curitibana
A Cinelândia Curitibana compreendia uma área em que um complexo de cinemas foi sendo construído a partir dos anos 20, localizando-se na Rua XV de Novembro e Avenida Luiz Xavier, também conhecida Rua das Flores, entre o Palácio Avenida e Edifício Garcez, perto da Praça General Osório. Desde a construção do Palácio Avenida, onde se inaugurou o Cine Avenida em 1929, outros cinemas aí se instalaram, como o Cine Ópera, inaugurado em 1941, o Cine Palácio e o Cine Odeon, e a Avenida Luiz Xavier, juntamente com o trecho correspondente da Rua XV de Novembro ficaram então conhecidas, durante o período áureo do cinema, até a primeira metade dos anos 70, como Cinelândia Curitibana.
Na década de 1930, a Rua XV de Novembro ainda era estreita e era a via central, passagem obrigatória de todo o tráfego de veículos e de inúmeras linhas de ônibus que circulavam no sentido Oeste/Leste. A área se tornou um ponto de encontro social e cultural da época, entrando em decadência nos anos 80. Atualmente, apesar de a área ter sido recuperada, com a restauração do Palácio Avenida, os cinemas já deixaram de existir.

## Principais cinemas de rua de Curitiba
- Cine Mignon

O Cine Mignon foi criado na década de 1910, ficava na Rua XV de Novembro após a esquina da Rua Marechal Floriano, e pertencia a Joaquim Taborda Ribas; Mattos Azeredo sublocava parte do imóvel. Apesar de a grande maioria dos cinemas da época serem acondicionados em salas improvisadas, o Cine Mignon possuía já sala de espera, botequim e café.
- Cine Éden

Depois denominado Cine Central, foi aberto por Francisco Zanicotti, no final da década de 1910, associado com Domingos Foggiatto, no início da Rua XV de Novembro. Posteriormente foi o Cine Broadway.
- Cine Smart

Foi instalado por Annibal Requião, fotógrafo e pioneiro da cinegrafia no Paraná, na Rua XV de Novembro. Requião filmava os acontecimentos importantes de Curitiba e os projetava em seu cinema durante a década de 1910.
- Cine Radium

Criado na década de 1910, ficava na Avenida do Portão (atual República Argentina), e pertencia a João Bettega.
- Cine Bijou

Ficava na Rua Marechal Floriano, 122, nos anos 1910, e pertencia à Empresa Foggiatto.
- Cine Progresso

Cinema existente nos anos 1910, ficava na Rua Ivahy (atual Getúlio Vargas), esquina com Rua Ractecliff, e pertencia a Bilton & Cia.
- Cine Morgenau

Em 1919, a antiga Sociedade Morgenau, especializada em promover bailes para a comunidade, nas noites em que não havia baile arrastava as cadeiras, colocava um projetor, e o salão se transformava em um cinema, um dos primeiros cinemas de Curitiba, localizado na região do Cristo Rei. Posteriormente foi vendido e construído na Rua Schiller, no Capanema.
Em 1960, os irmãos Jorge, Joaquim e Erasmo de Souza arrendaram o cinema, e sua programação incluía, anualmente, uma projeção sobre a Sexta-Feira Santa. Em 1977, noticiava-se uma provável extinção do Cine Morgenau, que não se concretizou:
Em 1983, o Cine Morgenau mudou-se para o Centro Comercial Rui Barbosa, e nessa época, foi-lhe  oferecido exibir o filme “Garganta Profunda”, que,  surpreendentemente, ficou em cartaz por 12 semanas, com sessões corridas e superlotadas. A partir de então, passou  a exibir filmes pornográficos. O Cine Morgenau ainda sobrevive, na Rua Conselheiro Laurindo, a despeito das muitas dificuldades enfrentadas com o advento dos cinemas em shoppings.
- Cine Avenida

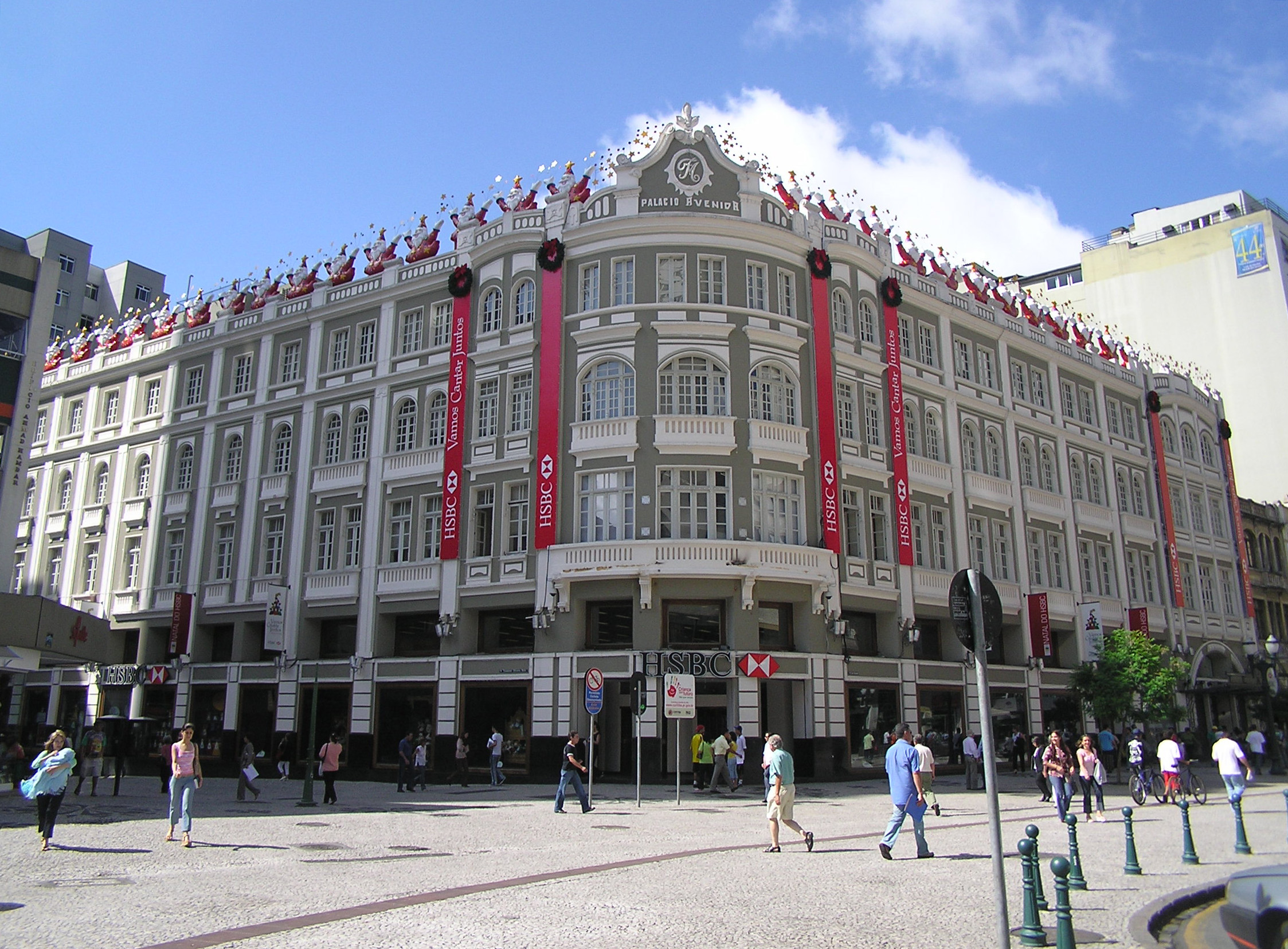
O Palácio Avenida, atualmente sede de um banco privado, já abrigou o Cine Avenida, um dos primeiros cinemas de Curitiba.

O Cine Avenida ficava no Palácio Avenida, localizado na Rua XV de Novembro, no trecho da Avenida Luiz Xavier. O Palácio Avenida foi construído em 1929 pelo empresário Feres Mehry (1874-1946) e adquirido pelo Grupo Bamerindus em 22/02/74; foi o primeiro prédio de Curitiba construído especialmente para a projeção de filmes.
O Cine Avenida foi inaugurado em 9 de abril de 1929, sendo um dos cinemas a fazer parte da Cinelândia Curitibana. Sua inauguração se deu com a companhia "Tro-LoLó", apresentando a revista "Rio-Paris", mas a primeira exibição de cinema só ocorreu a 1º de maio de 1929, com a estréia de "Moulin Rouge", na primeira versão da novela de Pierre La Mure sobre a vida e os amores do pintor Henri de Toulouse-Lautrec.
Especializado em Westerns, o Cine Avenida teve fases de glória, mas desde a primeira metade dos anos 60 começou a ter a frequência transformada, conseqüência natural da concorrência de novos cinemas que se instalaram na cidade, atraindo um público mais sofisticado.
- Cine Ópera

O Cine Ópera era um dos cinemas da Cinelândia Curitibana, na Avenida Luiz Xavier. Ficava no Edifício Eloísa, de 6 andares, construído pelo professor David Carneiro, inicialmente projetado apenas para ser residencial. O andar térreo do edifício foi dividido, porém, para a entrada do Cine Ópera e também para uma luxuosa confeitaria, explorada pela Sra. Elsa, famosa por seus doces. O nome do edifício, "Eloísa", foi a homenagem que o professor David Carneiro fez a sua primeira filha, Eloísa Eliodora Alice Carneiro Lacerda (12/08/1933-18/03/1938), falecida devido a doença crônica.
O Cine Ópera foi inaugurado em julho de 1941, com “All This And Heaven Too” (Tudo Isso e o Céu também) (1940) de Anatole Litvak, e durante quase 30 anos, seria a sala mais movimentada da cidade, pois mesmo não tendo sido projetada como cine-teatro, ali aconteceram concertos, recitais (como o do tenor italiano Beniamino Gigli) e eventos como o I Festival do Cinema de Curitiba, em 1957, quando Ney Braga era prefeito. Sediou também 3 das 6 edições do "Tribunascope de Ouro", organizadas por Júlio Neto, João Feder e Henrique Lemanski, da "Tribuna do Paraná".
Construído o edifício, o professor David Carneiro arrendou o cinema, cujo luxo e conforto vinha rivalizar com o Cine-Theatro Avenida (inaugurado 12 anos antes, por Feres Mehry) a um jovem de Ponta Grossa, Leôncio Aranoski, que desejava entrar no mercado cinematográfico curitibano. A inexperiência de Leôncio Aranoski o fez, entretanto, fracassar como exibidor, e, acumulando dívidas, o Cine Ópera acabou sendo assumido pelo professor David Carneiro, que, mais tarde, entregaria a sua administração ao jovem Ismail Macedo. Anos depois, se afastaria da empresa - transformada em Orcopa, com outros sócios, e que em julho de 1965, seria vendida - já então como circuito de exibição ao comerciante Jorge Miguel Azuz, também de Ponta Grossa, que, em poucos meses, o passaria para o grupo Verde Martinez. O grupo Zonari (Vitória Cinematográfica) foi o último proprietário do cinema, antes de seu fechamento.
O Edifício Eloísa foi o primeiro edifício de Curitiba a ter um duplex, que o professor David Carneiro reservou para sua residência. Ali morou entre 1943/ 1949, quando construiu sua casa, anexa ao Museu, na Rua Brigadeiro Franco. Durante muitos anos, somente familiares, ou pessoas muito amigas, ocuparam os amplos, luxuosos e confortáveis apartamentos do edifício Eloísa, que só a partir dos anos 50 passaram a ter utilização comercial.
Na década de 70, oprimido por dívidas e compromissos advindos de um empreendimento empresarial mal sucedido de seu filho, David Júnior, o professor Carneiro vendeu o edifício ao comerciante libanês Husseiam Hamdar que o negociaria, de uma forma muito lucrativa, com o grupo Mesbla, para ali ser instalada uma grande loja de departamentos.
O Cine Ópera foi fechado em 9 de janeiro de 1979, com a reprise de "Dio, come ti amo!".
- Cine Odeon

O Cine Odeon localizava-se na Rua XV de Novembro, no trecho da Avenida Luiz Xavier, em frente ao Cine Avenida, ao lado do Cine Ópera, completando os cinemas da Cinelândia Curitibana. Vespasiano Carneiro de Mello (1865-1962) foi quem construiu o cine Odeon, inicialmente chamado de Cine Glória, inaugurado na segunda década deste século e que funcionou até o início dos anos 50.
- Cine Palácio

O Cine Palácio funcionava no Edifício Moreira Garcez, e fazia parte da Cinelândia Curitibana, na Rua XV de Novembro, trecho da Avenida Luiz Xavier, esquina com Rua Voluntários da Pátria, juntamente com o Cine Avenida, Cine Ópera e Cine Odeon. O Cine Astor ocupou, nos anos 70, o seu lugar, mas ao contrário do Cine Palácio, tinha a entrada voltada para a Rua Voluntários da Pátria.
Construído a partir de 1926 pelo engenheiro João Cid Moreira Garcez, o Edifício Moreira Garcez foi o primeiro arranha-céu de Curitiba, com oito andares sobre o térreo, gigantesco para o ano de 1929. Seu estaqueamento foi feito com troncos de madeira e óleo cru. Em estilo art-déco, tem frisos, balaústres e grades paranistas; o local já abrigou repartições públicas, associações, escolas e a entrada do Cine Palácio, para a Rua XV de Novembro.
A construção foi restaurada em 1985, pelo Grupo Hermes Macedo, e reaberta, em 1988, como loja de departamentos, e depois como Shopping Center Garcez. Em 2003, a Prefeitura Municipal de Curitiba concedeu ao Grupo Uninter um alvará de funcionamento para uso educacional, acreditando que essa nova atividade revitalizaria toda a área da Praça General Osório. Atualmente, milhares de alunos utilizam toda a grande estrutura do prédio histórico para suas aulas de graduação e pós-graduação, aproveitando o conforto das instalações que antes eram do shopping, com escadas rolantes, elevadores e um visual belíssimo em sua arquitetura interna.
- Cine América

O Cine América era instalado num barracão que foi caserna do "Tiro Rio Branco", onde hoje está o Banco do Brasil, no lado da Rua Dr. Murici, e pertencia a Gineste, Curiel & Cia.
- Cine Imperial

O Cine Imperial ficava na Rua XV de Novembro e foi inaugurado com um filme do José Mojica, “O Capitão Aventureiro”. Após a Segunda Guerra Mundial passaria a se chamar Cine Vitória, e depois teria novamente o nome mudado para Cine Ritz.
- Cine Ritz

O Cine Ritz surgiu no lugar do primeiro Cine Vitória, que surgira no lugar do Cine Imperial, ocupando a quadra da Rua XV de Novembro entre a Dr. Murici e a Marechal Floriano. A inauguração, em 6 de novembro de 1948, do 1º Cine Ritz teve a presença de Bibi Ferreira, intérprete da produção inglesa "O Fim do Rio". Não se tratava, propriamente, de uma nova sala de exibição, mas, sim, da terceira fase de uma antiga sala de projeção que já vinha funcionando há alguns anos, mas de forma precária. Batizado anteriormente de "Imperial" e "Vitória", teve diferentes arrendatários, entre os quais Antônio Mattos Azeredo (1880-1940), que durante mais de 20 anos liderou o ramo da cinematografia em Curitiba. A reforma daquela sala, e sua incorporação a uma poderosa empresa de exibição de São Paulo que poucos meses antes havia estendido suas atividades a capital curitibana, foi marcada com um lançamento capaz de justificar grande movimentação na cidade, numa época em que o cinema era de fato a grande, elegante e disputada forma de lazer cultural.
O 1º Cine Ritz encerrou suas atividades em 1962, quando houve o alargamento da Rua XV de Novembro na gestão Ivo Arzua, e os velhos prédios do trecho foram demolidos. Anos depois a multinacional C&A adquiriu o grande terreno e construiu a sua loja de departamentos. Quando o projeto foi apresentado ao IPPUC, o prefeito Jaime Lerner, cinéfilo fiel e preocupado com o fechamento dos cinemas, propôs que, ao invés do miolo-de-quadra, que por lei deveria existir, fosse executado pela C&A um confortável cinema, com 280 lugares. Apesar de ter deixado a Prefeitura, e a sua proposta sofrer alguma oposição pela administração que o sucedeu, venceu o bom senso e a Fundação Cultural de Curitiba ganhou a sua melhor sala, o 2º Cine Ritz, inaugurado em março de 1985, com o filme "Cabra Marcado para Morrer", de Eduardo Coutinho.
Cinema mantido pela Fundação Cultural de Curitiba fechou num domingo, em abril de 2005, sem espectadores para o último filme.
- Cine Floriano

O Cine Floriano ficava na Rua Marechal Floriano entre as ruas Iguaçu e Silva Jardim, e foi o primeiro a ser retirado do centro.
- Cine Broadway

Antigo Cine Central, o Cine Broadway localizava-se na esquina da travessa Oliveira Belo e a Rua XV de Novembro.
- Cine Plaza

Na década de 40, o então imóvel da Sociedade Thalia foi vendido para a Associação dos Servidores Públicos do Paraná (ASPP), que, com um empréstimo do Banco do Estado do Paraná, inaugurou, em 1964, o Cine Plaza. Inicialmente foi planejado para ser a sede da ASPP, e as fundações chegaram a ser construídas, mas a obra foi paralisada, e a ideia de construir um cinema partiu após uma parceria com a empresa Unibrás, que finalizaria a construção com a condição de explorar o cinema por 25 anos e fixar um aluguel baseado na percentagem do custo do ingresso.
Situado na Praça General Osório, o Cine Plaza inaugurou com o filme “From Russia with Love” (Moscou Contra 007). Possuía 800 lugares e chegou a ser, nos tempos do cinema de rua, um dos campeões de bilheteria, com 20 mil espectadores por semana, além de ter, na época, exclusividade no lançamento dos filmes da Fox.
Quando o prazo do acordo venceu, a administradora da época renovou o contrato por mais 5 anos; após vencimento desse prazo, o caso foi parar na Justiça e o Tribunal de Alçada determinou reintegração de posse pela direção da ASPP, em 1998. Depois, houve um novo problema entre a ASPP e a gerência do estabelecimento, com o caso voltando à Justiça e a celebração de um acordo.
Atualmente, o Cine Plaza foi transformado em um templo da Igreja Mundial. Em fevereiro de 2007, o fim do Cine Plaza foi motivo de pronunciamento na Câmara Municipal de Curitiba, mediante a resolução da ASPP em vender o imóvel.
- Cinema I

Localizado na Rua Saldanha Marinho, o Cinema I foi inaugurado com o nome de Cine Excelsior, a 16 de março de 1969, com o filme “Fathom” (A Espiã que caiu do Céu), de 1967, de Leslie H. Martinson, com Raquel Welch e Anthony Franciosa.
Instalado pela Fama Filmes, em associação com a advogada e primeira deputada do Paraná Rosy Pinheiro Lima, proprietária do imóvel, o Cinema I nunca teve grande rentabilidade. Houve, posteriormente, uma tentativa fracassada de implantar o Cinema I apenas para filmes de arte, no antigo Cine Scala, da Rua Riachuelo.
O Cinema I tinha 602 lugares, e após várias reformas, atualmente é um estacionamento.
- Cine Astor

Situado no centro de Curitiba, na Rua Voluntários da Pátria, o Cine Astor inaugurou em 30 de março de 1977, no local do antigo Cine Palácio, com o filme "All the President's Men" (“Todos os Homens do Presidente”), de Alan J. Pakula. Porém, enquanto o Cine Palácio abria para a Rua XV de Novembro, na então chamada Cinelândia Curitibana, o Astor abria para a Rua Voluntários da Pátria.
O Cine Astor pertenceu ao circuito Fama Filmes, contava com 500 lugares, e sofreu uma reforma em 1984. Sobreviveu até a exibição do filme “Titanic” (1997), na época recorde mundial de bilheteria.
- Cine Lido

O Cine Lido foi inaugurado em 17 de setembro de 1959, com o filme "War and Peace" (Guerra e Paz), superprodução que Henry King havia dirigido em 1956, com base no romance de Liev Tolstói, com um elenco contando com Mel Ferrer e Audrey Hepburn, e trilha sonora de Nino Rota (1911-1979). "War And Peace" foi um acontecimento para a Curitiba da época; o cinema, construído por Henrique Oliva (1901-1965), era então o mais moderno da cidade.
Quando o Lido foi inaugurado, na Rua Ermelino de leão, a Avenida Luiz Xavier era a iluminada "Cinelândia Curitibana", com três lucrativos cinemas fazendo os melhores lançamentos: o Cine Palácio, o Cine Avenida (então da Empresa Cinematográfica Sul) e o Cine Ópera. O Cine Lido teve como gerente durante mais de 20 anos o sr. Zito Alves. Como O Sr. Homero Oliva, único filho de Henrique Oliva, se desinteressou pelo setor de exibição, preferindo outras atividades, vendeu-o à Condor Filmes, empresa pertencente aos irmãos hispano-baianos Verde Martinez que, posteriormente, negociaram-no com a multinacional Cinema International Corporation, representante das poderosas produtoras Universal, MGM, Buena Vista/Walt Disney Pictures, Paramount.
Em fevereiro de 1984, o Cine Lido foi reformado e, após 7 meses de reforma, do original pouco restou, apenas as paredes laterais e o teto, que foi remodelado. Além de duas salas de exibição, confortáveis e luxuosas, o projeto do arquiteto Oscar Mueller previu o aproveitamento do antigo hall para seis lojas.
O Lido I passou a ter 550 e o Lido II, 350 lugares. O Lido I inaugurou com o filme “Staying Alive” (Os Embalos de Sábado Continuam), de Sylvester Stallone, com John Travolta. O Lido II inaugurou com o filme “The Dark Crystal” (O Cristal Encantado), filme de animação, com fantásticos efeitos, realizado pela mesma equipe do "The Muppet Show".
- Cine Luz

O Cine Luz foi o 2º cinema de Curitiba instalado num prédio especialmente construído para uma sala de projeção (o 1° em prédio especial foi o Avenida, em 1929), e a inauguração do 1º Cine Luz ocorreu em 16 de dezembro de 1939, com o filme de Mitchell Leisen “Midnight” (Meia Noite), de 1939, com Don Ameche e Claudette Colbert. Construído por Teófilo G. Vidal (1891-1950), na Praça Zacarias, foi alugado a Henrique Oliva (1901-1965) por cinco contos de réis por mês conforme contrato firmado no Cartório de Claro Américo Guimarães (1901-1971), a 23 de julho de 1938, um ano antes da firma construtora (Guttierrez, Paula & Munhoz) entregar a obra.
Localizado na Praça Zacarias, o Cine Luz era sempre inundado quando chovia e acabou destruído, em violento incêndio, na tarde de 26 de abril de 1961, quando exibia "O Homem do Sputnik" (1960), de Carlos Manga, com Oscarito, Grande Otelo e Norma Benguell (no início de carreira, satirizando a então famosa Brigitte Bardot).
Nos 22 anos em que funcionou, o Cine Luz exibiu milhares de filmes, especialmente as grandes produções da Warner, Columbia e Paramount, nas décadas de ouro de Hollywood.
O 2º Cine Luz, pertencente à Fundação Cultural de Curitiba e situado na Rua XV de Novembro, Praça Santos Andrade, no térreo da sede do Citibank, foi inaugurado em 1985, com duas sessões especiais de “A Marvada Carne”, de André Klotzi, e com o documentário "De Pai Para Filho"," de Vittorio Gassman.
Vinte e quatro anos depois, em 11 de novembro de 2009, quarta-feira, foi exibida a última sessão do Cine Luz, que então deixou de existir:
- Cine Marabá

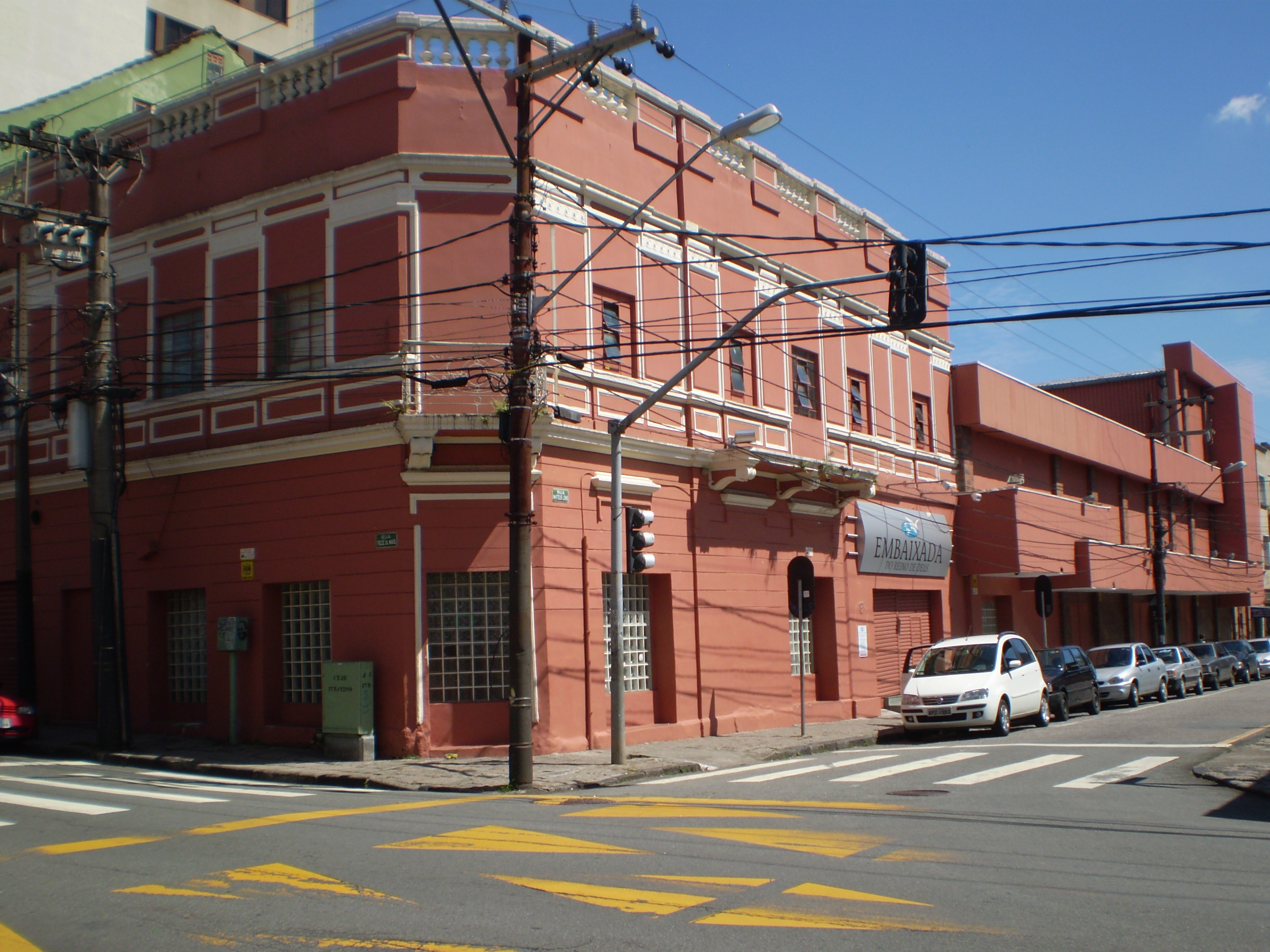
Neste prédio (com o anexo lateral), que já foi o Theatro Hauer, funcionou, entre as décadas de 1940 a 1960, o Cine Marabá de Curitiba, do mesmo dono do Cine Marabá da capital paulista. Nos primeiros anos do século XXI (fev. 2010), o edifício faz parte de uma igreja evangélica.

O Cine Marabá, localizado em um prédio construído em fins do século XIX, anteriormente o Theatro Hauer, funcionou de 1947 a 1965.
Em 1962, o Cine Marabá já havia sofrido uma substancial reforma, quando teve sua frequência revitalizada. Entretanto, nos últimos anos a frequência do público foi caindo, de forma que o exibidor Arnaldo Zonari, arrendatário da casa, investiu mais de Cr$ 300 mil, fazendo uma maquiagem completa. O cinema não mudou apenas de nome, para Cine Bristol, mas também de aspecto: de 900 para 600 poltronas, permitindo maior conforto, sistema de ar condicionado, nova decoração, uma sofisticada sala de espera e a mais selecionada programação.
Em 22 de maio de 1976, volta o Cine Marabá com o nome de Cine Bristol, em sistema road-show, isto é, lançamentos de grandes filmes para permanecerem várias semanas em cartaz.
- Cine Bristol

Antigo Cine Marabá, que anteriormente fora o Theatro Hauer, o Cine Bristol, situava-se na Rua Mateus Leme, em imóvel pertencente a família Seiller. O centenário prédio da família Hauer, que havia sido choparia e teatro no início do século e que, após 1947, por iniciativa de Paulo Sá Pinto transformou-se no Cine Marabá, teve nova reforma, passando a integrar o circuito de cinema da cidade.
Em 22 de maio de 1976, volta o Cine Marabá com o nome de Cine Bristol, reabrindo com “The Return of the Pink Panther” (A Volta da Pantera Cor-de-Rosa) (1975), de Blake Edwards, com música de Henry Mancini, elenco contando com Peter Sellers vivendo o atrapalhado detetive Closeau. Depois, um filme sobre a CIA, “Three Days of the Condor” (Os 3 dias do Condor), também de 1975.
Em 1985, o Cine Bristol sofreu nova reforma, durante dois anos, reinaugurando em 1987.
Funcionou até 1995, e logo após o ambiente foi transformado para receber o Bristol Golden Bingo que, ao fechar, em virtude de lei federal proibindo este tipo de empresa, virou uma igreja evangélica.
- Cine Glória

O Cine Glória, ocupando, tal qual o Cinema I, um imóvel de Rosy Pinheiro Lima, na Praça Tiradentes, foi inaugurado em 20 de junho de 1963, com a comédia de Delbert Mann “Lover Come Back” ("Volta Meu Amor"), de 1961, com Doris Day e Rock Hudson. Inicialmente com filmes clássicos como "Oito e Meio", de Federico Fellini, "Blow-Up" (Depois Daquele Beijo), de Michelangelo Antonioni, sua entrada era na Travessa Tobias de Macedo, e se constituía numa das salas mais luxuosas da antiga Empresa Cinematográfica Sul. Presidida por Paulo Sá Pinto (1912-1991), que entre o final dos anos 40 até a primeira metade da década de 60 dominava a cinematografia em Curitiba, a Sul fez o Glória surgir de uma necessidade de a empresa expandir-se com novas salas.
Com o passar dos anos, porém, o Cine Glória sofreu uma queda de programação e mudança de espectadores. Coincidentemente com a nova administração cinematográfica, aconteceram dois fatos: a programação do cine Glória começou a buscar títulos mais populares, atraindo uma faixa de espectadores de camadas humildes e que preferiam os filmes western, violência e sexo. Mesmo fenômeno comportamental que se observaria num cinema localizado há poucos metros, o Scala, na esquina da Rua Travessa Tobias de Macedo com a Rua Riachuelo. O segundo fato que, praticamente, condenou o Cine Glória, foi a reforma que fechou a entrada pela Travessa Marumbi e lhe deu acesso pela galeria na Praça Tiradentes, debaixo do sobrado em que sempre residiu a família Pinheiro Lima. Sua programação então mudou, passando a exibir filmes de ação e erotismo em programa duplo.
O engenheiro Tabajara Domit Fernandes, da construtora Tabajara, foi quem executou as obras de reforma, transformando a ampla sala em dois pequenos cinemas com 400 e 300 lugares. O arquiteto Rodolfo Doubeck Filho fez o projeto de adaptação do cinema que reabriu na noite de 25 de novembro de 1982 com os filmes “Wrong is Right” (O homem da lente mortal), de Richard Brooks no Glória I e o filme musical "Annie", versão do sucesso broawiniano dirigido por John Huston, no Glória II.
Em 22 de maio de 1991, o Cine Glória foi incendiado, por um grupo de marginais.
No Glória I, os últimos filmes projetados pelo operador Otávio Mattos foram "Uma professora erótica "e "Extremos do sexo Explícito". No Glória II, o operador Assis Felipe, na noite de quarta-feira, 22, colocou pela última vez no velho projetor que estava no cinema desde sua inauguração as cópias de "Sedentas de Sexo" e "Taradas do Sexo". Horas depois, o cinema queimava. As máquinas de projeção e três dos filmes foram salvos.
- Cine Ribalta

Localizado na Avenida Munhoz da Rocha, no Bacacheri, o Cine Ribalta foi inaugurado em 1975, num projeto caro e luxuoso, com mil lugares; estacionamento para 200 carros; cabina de 70 mm importada da Itália; luxuosa sala de espera, mobiliada em estilo colonial; sala para fumantes, separada da platéia por parede envidraçada; música ambiente estereofônico e até um pianista, como nos velhos tempos do cinema mudo, antes do inicio de cada sessão, na sala de espera.
O Cine Ribalta teve, desde o seu início, dificuldades para sobreviver, com imensos prejuízos ao seu proprietário, João Deckmann. Atualmente foi transformado em um salão de baile country.
- Cine Scala

Situado na esquina da Travessa Tobias de Macedo com a Rua Riachuelo, inicialmente teve uma programação selecionada, inaugurando com o musical "Oliver", e houve até uma tentativa de implantar ali o Cinema I, apenas para filmes de arte. Frustrada tal tentativa, o Cine Scala passou a exibir apenas filmes de ação e, posteriormente, pornográficos.
- Cine Arlequim

Nos anos em que esteve na direção da Empresa Cinematográfica, David Carneiro, o historiador, acreditou no mercado cinematográfico ao ponto de, em 1955, ter investido na construção de um novo cinema, no terreno defronte ao largo Frederico Faria de Oliveira. Um dos seus filhos, Fernando, recém formado pela Escola Nacional de Arquitetura, do Rio de Janeiro, de volta a Curitiba fez justamente o seu primeiro grande projeto enfrentando o desafio de criar um cinema mignon num terreno irregular. O Cine Arlequim ficava no edifício Carlos Monteiro, projeto de Fernando Carneiro, e foi inaugurado em 13 de julho de 1955, com o filme “The Sound Barrier” (Sem Barreiras no Céu)”, de 1952, do inglês David Lean, com Ralph Richardson e Ann Todd.
Com uma belíssima decoração, murais nas paredes da artista carioca Nely Bezerra de Menezes, com a temática Arlequim/ Colombina/ Pierrô, e uma programação de primeira categoria, o Arlequim foi, na época, um cinema classe A, só decaindo, melancolicamente, em seus últimos anos. Foi fechado em 9 de janeiro de 1979, com a demolição do Edifício Carlos Monteiro, e atualmente, em seu lugar, estão as Lojas Americanas.
- Cine São João

Situado na Rua Desembargador Westphalen, o Cine São João foi construído em associação entre a empresa Cinematográfica David Carneiro e herdeiros da família Bettega, donos do comércio daquela região. Foi inaugurado em setembro de 1960, com o filme “Around the World in Eighty Days” (A Volta ao Mundo em 80 Dias), de Michael Anderson. Posteriormente, a programação começou a decair, e em 1987 foi feita uma tentativa de melhorar a programação do cinema, apresentando filmes mais cultos, tais como "Anjos do Arrabalde, As Professoras", de Carlos Reichenbach, que no XV Festival de Cinema de Gramado (27 de abril/ 3 de maio) obteve três premiações: melhor filme, atriz (Betty Faria) e atriz coadjuvante (Vanessa Alves), programado para maio de 1987.
Na época em que o centro de Curitiba mantinha o charme e a elegância, o Cine São João conservava o prestígio. Segundo o proprietário, foi quando a região perdeu essas características que veio o período de decadência. Como tem mais de 40 anos, o São João começou como um cinema de linha da região central, mas a deterioração do centro levou o cinema a mudar de linha e a sala de mil poltronas passou a ser considerada pelos apreciadores como o palácio do cinema pornô. Mesmo assim, a freqüência foi caindo, e em 2006, fechou. Atualmente, o Cine São João foi transformado em uma igreja evangélica.
- Cine Guarani

Localizado na Avenida república Argentina, no Centro Cultural do Portão, o antigo Cine Guarani fechou em 1974.
O Centro Cultural do Portão passou a ser o Museu Metropolitano de Arte de Curitiba, em 5 de maio de 1988, e Museu Metropolitano de Arte em 26 de agosto de 1996, abrigando o auditório Antonio Carlos Kraide, uma biblioteca, a Escola de Circo, um clube de xadrez e as dependências do antigo cinema. Em 18 de outubro de 1988, ali foi inaugurado o novo Cine Guarani, com o filme “Eternamente Pagu” e a presença da diretora Norma Bengel. O cinema, instalado no subsolo do Museu, contava com 170 lugares. Em 18/08/2000, o cinema foi fechado e atualmente encontra-se em obras de manutenção, com previsão de volta em março de 2012.
- Cine Mercês

O Cine Mercês se localizava na Avenida Manoel Ribas, ao lado da Igreja de Nossa Senhora das Mercês. Para enfrentar as dificuldades financeiras da paróquia, Frei Salvador Casumaro decidiu transformar o salão paroquial das associações religiosas em Cine Mercês. Depois da necessária adaptação, conseguiu comprar máquinas cinematográficas na Itália. Apelidado o cinema dos freis capuchinhos, a iniciativa conseguiu manter-se atuante somente por alguns anos. O salão foi alugado para outras finalidades e, finalmente, fechado, em 25 de dezembro de 1975, exibindo “The Yearling” (Virtude Selvagem), de 1946.
- Cine São Cristóvão

Localizado na Vila Guaíra, o Cine São Cristóvão foi construído pelo Sr. Albano Nilo Woellner, ao perceber que a Vila carecia de diversão sadia e destinada às famílias. Após ter funcionado em um barracão, em 1962, foi inaugurada a nova sede em 06 de setembro de 1963, na rua Santa Catarina, Vila Guaíra, e passou a ser um local de diversão e encontro de crianças, jovens e adultos. Várias vezes no ano (dia das crianças, do trabalhador, etc.) eram realizadas sessões gratuitas homenageando a população da vila. Além disso, a sala de exibição era emprestada às escolas para fins de apresentação teatral, formaturas e outros eventos. Albano Woellner também foi arrendatário do Cine Marajó, no bairro Seminário. O Cine São Cristóvão foi encerrado em 1985.
- Cine Condor

Construído em 1969, pela Construtora Tabajara, foi inaugurado em 7 de fevereiro de 1971, com “Le Passager de la Pluie” (O Passageiro da Chuva) (1969), de René Clement. Localizado na esquina das ruas Ébano Pereira e Cruz Machado, foi um dos mais luxuosos cinemas de Curitiba. Atualmente em seu lugar funciona um estacionamento.
- Cine Rivoli

O Cine Rívoli foi inaugurado com o filme “Mi Último Tango” (O Último Tango), de 1960, com Sarita Montiel, então em pleno apogeu, numa produção romântica e atraindo uma platéia elegantíssima. Localizado ao lado do Museu de Arte Contemporânea, na primeira quadra da Rua Emiliano Perneta, a sua posição era privilegiada, mesmo considerando a impossibilidade de, devido à lei de zoneamento ali não poder ser erguido prédios com mais de 4 pavimentos. Foi construído pela antiga Empresa Cinematográfica Sul, grupo de exibição de São Paulo, presidido pelo milionário Paulo Sá Pinto, que durante pelo menos uma década dividida com a Orcopa e Henrique Oliva o comando dos principais cinemas de Curitiba.
Entrando em decadência, em 3 de janeiro de 1982 o Rivoli foi fechado, com a [reprise] de "A Rainha do Sadismo", pornoprodução italiana, dirigida por um ilustre desconhecido, Elias Milonaco, com um elenco de outros anônimos — Laura Genfer, Livia Russo, Gordon Mitchel e Gabriele Tinti, que foi marido de Norma Benguel. O Cine Rívoli cerrou suas portas após 21 anos de funcionamento. Atualmente, em seu lugar funciona um magazine.
- Cine Groff

Pertencente à Fundação Cultural de Curitiba, foi fundado em 1981. A Galeria Schaffer, fundada em 1981, compreendia um conjunto de lojas, restaurantes, café, o Cine Groff, e a tradicional Confeitaria Schaffer. O Cine Groff era especializado na apresentação de filmes de arte, e seu nome foi uma homenagem a cinematografia paranaense de João Baptista Groff
Em seus vinte e dois anos de existência, na sala foram exibidos filmes dos mais diversos cineastas do circuito chamado “cinema arte”, em sessões voltadas para um público bastante alternativo, com as antológicas sessões da meia noite, exibidas periodicamente aos sábados
Num espaço considerado por muitos como bastante incômodo, pequeno, insalubre e, portanto, impróprio para projeções cinematográficas, o Cine Groff manteve suas atividades até o ano de 2003, quando a Galeria Schaffer deixou de ser administrada pela Fundação Cultural para se transformar em um shopping center popular, a despeito dos protestos da comunidade artística da cidade.
- Cine Curitiba

O Cine Curitiba, que ocupou as instalações do antigo Cine República, localizava-se na Rua Voluntários da Pátria, ao lado do Instituto de Educação, e era utilizado, pelos meninos dos anos 40, para movimentar a troca de gibis e de figurinhas de coleção. Era propriedade de Antonio Morilha Jimenez.
- Cine Santa Maria

Inaugurado em 1956, era explorado pelos Irmãos Maristas. Em 1962, foi arrendado por José Augusto Iwersen, transformando-se no Cine Riviera.
- Cine Riviera

Em 1962, quanto o exibidor José Agusto Iwersen fundou o Cine Club Pró Arte, o número de pessoas interessadas por filmes de gabarito era tanto que o animou a arrendar o antigo “Cine Santa Maria”, que vinha funcionando desde 1956, explorado pelos próprios irmãos Maristas. A programação selecionada, com relançamento de verdadeiras obras-primas do cinema, tais como “Citizen Kane (Cidadão Kane) de Orson Welles, filmes de Fellini, de Antonioni, Jean-Luc Godard, não conseguiu garantir ao cinema a freqüência desejada. O exibidor José Augusto Iwersen tomou a decisão de fechá-lo ao concluir que Curitiba ainda não comportava um grande cinema de arte. O Cine Riviera fechou em 1970.
- Cine Palace Itália

O Cine Palace Itália, fugindo do padrão dos cinemas de rua, era localizado no 7º andar do Centro Comercial Itália, e inaugurou, sem qualquer comemoração, em 6 de julho de 1984, com o filme "The Gods Must Be Crazy" (Os Deuses Devem Estar Loucos). Com 700 lugares, servia também a espetáculos teatrais e musicais, possuindo 3 camarins e palco,
- Cine Itália, funcionava no 2º andar no Centro Comercial Itália.
- Cine Flórida, localizava-se na Rua Marechal Floriano, e fechou em 1974.
- Cine Oásis, localizado na Vila Hauer.
- Cine Marajó, localizado no Bairro Seminário, hoje transformado em uma galeria comercial. Foi construído em 1957 e, desde 1969 até seu fechamento, em 1977, foi gerenciado por Gilson Roberto Woellner, filho de Albano Woellner[8].
- Cine Rui Barbosa, situado no terminal da Praça Rui Barbosa, especializado em filmes pornográficos.
- Cine Picolino, localizado no Bairro Juvevê, posteriormente em seu local esteve o Supermercado Real e atualmente é o Supermercado Mercadorama.
- Cinemateca do Museu Guido Viaro, pertencente à Fundação Cultural de Curitiba, mantém-se até os dias atuais.
- Cine Santa Felicidade
- Cine Ahu
- Cine Umbará
- Cine Nossa Senhora da Luz
- Cine Rex
- Cine Ideal
- Cine Rio Branco, foi um cine-teatro, inaugurado no século XIX.